# 兵庫県立三木高等学校
兵庫県立三木高等学校（ひょうごけんりつみきこうとうがっこう）は、兵庫県三木市にある公立高等学校。通称「三木高」（みきこう）。

## 概要
兵庫県第3学区に所属する高等学校。現在、普通科と国際総合科（平成29年度までは普通科・国際コミュニケーションコース）が存在する。2004年度から2006年度まで文部科学省からSELHi（スーパーイングリッシュランゲージハイスクール）研究指定を受けた。2006年8月から2007年10月まで耐震化工事に伴い校舎はプレハブとなっていた。

## 沿革
- 1924年 - 三木町立実科高等女学校として開校。
- 1930年 - 兵庫県立三木高等女学校へ改称。
- 1948年 - 兵庫県立三木高等学校へ改称、共学となる。
- 1986年 - 普通科英語コースを設置。
- 2002年 - 第74回選抜高等学校野球大会に初出場。
- 2003年 - 普通科英語コースから国際コミュニケーションコースへ改称。
- 2004年 - 文部科学省よりSELHi（スーパーイングリッシュランゲージハイスクール）研究指定を受ける（2007年度まで）。
- 2014年 - 三木高校90周年式典開催。
- 2016年 - 国際コミュニケーションコースを国際総合科へ改称。

## 主な学校行事
- 4月 - 始業式、離任式、オリエンテーション合宿
- 6月 - 釜城（ふじょう）祭
- 7月 - オーストラリア研修
- 9月 - 体育大会
- 1月 - 修学旅行
- 2月 - 国際総合科推薦入試、卒業式
- 3月 - 普通科一般入試

## 部活動

### 運動部
- サッカー部
- 硬式野球部
- 柔道部
- 空手部
- 陸上競技部
- ソフトテニス部（男子・女子）
- 硬式テニス部（男子）
- バレー部（男子・女子）
- バスケット部（男子・女子）
- 卓球部
- アメリカンフットボール部
- ソフトボール部
- 山岳部
- 水泳部
- ウエイトリフティング部
- 少林寺拳法部

### 文化部
- 放送部
- 美術部
- 吹奏楽部
- 家庭クラブ
- 音楽部
- 華道部
- 茶道部
- 自然科学部
- ESS
- フリークリエイト部

## 課程
全日制普通科
全日制国際総合科

## 最寄駅
神戸電鉄粟生線三木駅 徒歩20分

## 出身者
- 白井滋郎 - 俳優
- 出山知樹 - NHK東京アナウンサー
- とだただし - お笑い芸人
- 日覺昭廣 - 元東レ代表取締役社長
- 延藤潤 - 陸上競技選手
- 渡邊大門 - 歴史学者（佛教大学大学院修了、株式会社歴史と文化の研究所代表取締役、大阪観光大学客員研究員）